# Ramona's Father
Ramona's Father è un cortometraggio muto del 1911 diretto da Hobart Bosworth.

## Trama
In California, Ned, un marinaio inglese, compera delle tortilla da Mojella, una ragazza indiana, pagandola con un dollaro. Ma Mojella non ha il resto e allora Ned restituisce le tortilla. Il padre della ragazza si infuria con lei e la picchia. Ned, davanti a quella scena, interviene.
A un ballo, Ned danza con Rosaria, una bella messicana la quale, però, ha un corteggiatore estremamente geloso, don Cristobal, che ingaggia il padre di Mojella per uccidere il rivale. Mojella si mette a seguirli ma arriva tardi e trova Ned colpito alla schiena da una freccia. La ragazza soccorre il ferito, portandolo alla missione e prendendosi cura di lui. Un giorno, alla missione giunge Rosaria per visitare Ned. Il marinaio, però, non avvezzo a quei costumi così estranei al suo modo di vivere, la respinge. Rosaria giura di vendicarsi e, quando don Cristobal le fa una serenata, gli promette che lo sposerà se ucciderà Ned. Il geloso messicano tende un agguato all'inglese, ma, inaspettatamente, interviene Mojella che si prende lei la pugnalata destinata a Ned. Ora le parti si invertono: sarà Ned a prendersi cura della ragazza dopo averla portata alla missione. I due finiscono per innamorarsi e metter su famiglia insieme.

## Produzione
Il film fu prodotto dalla Selig Polyscope Company.

## Distribuzione
Distribuito dalla General Film Company, il film - un cortometraggio in una bobina - uscì nelle sale cinematografiche statunitensi il 5 gennaio 1911.